# ヤズィード2世
ヤズィード2世（687年 - 724年1月26日）は、ウマイヤ朝の第9代カリフ（在位：720年2月10日 - 724年1月26日）。本名はヤズィード・ビン・アブゥルマリク（يزيد بن عبد الملك)。

## 生涯
父は第5代カリフのアブドゥルマリク。母はアーティカ・ビント・ヤズィード。彼が即位した頃のウマイヤ朝では外圧の存在や宗教争い、ウマイヤ家内部の抗争などが要因で没落の一途にあった。彼は即位すると人頭税を復活させたため、ベルベル人マワーリーらの反乱を招き、この反乱で北アフリカの総督を殺されるという大敗を喫するも、彼らを鎮圧できず、しかも彼らが推す総督を容認するほど無力だったという。
即位からわずか4年目に結核により死去し、弟のヒシャームがカリフを継承した。

## 血筋
初代カリフムアーウィヤ1世と第2代カリフヤズィード1世の女系子孫にあたる。
ムアーウィヤ1世ーヤズィード1世ーアーティカ（ムアーウィヤ2世の姉妹）ーヤズィード2世
ムアーウィヤ1世の外曾孫、ヤズィード1世の外孫となる。